# 알프스산맥

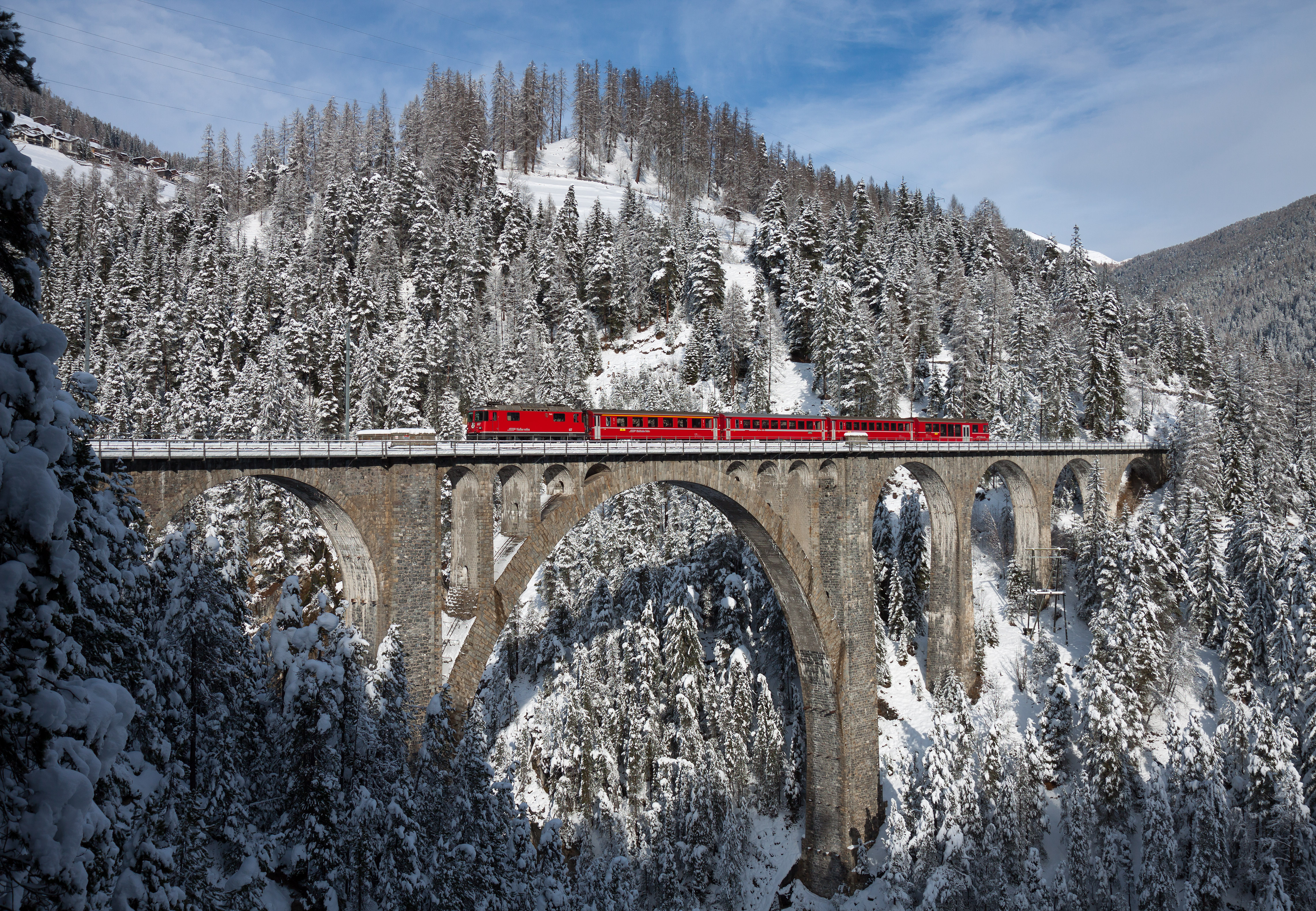

알프스산맥(프랑스어: Alpes, 이탈리아어: Alpi, 독일어: Alpen, 슬로베니아어: Alpe, 영어: Alps)은 유럽의 중부에 있는 산맥으로, 동쪽의 오스트리아와 슬로베니아에서 시작해서 이탈리아와 스위스, 리히텐슈타인, 독일을 거쳐 서쪽의 프랑스에까지 이른다. 산맥에서 가장 높은 산은 프랑스와 이탈리아의 국경에 있는 몽블랑산(4,808m)이다. 산을 뜻하는 켈트어 alb, alp 또는 백색을 뜻하는 라틴어가 어원인데, ‘희고 높은 산’이라는 의미로 사용된 것으로 추측된다. 이 산계는 지중해 가까이에서 시작되어 북쪽으로 뻗은 다음 활 모양을 이루며 동쪽으로 방향을 바꾼다. 이 지역은 히말라야까지 계속되는 지구의 지질적 약선부(弱線部)에 해당하며, 제3기에 일어난 대규모 조산 운동으로 생긴 습곡 산맥이다. 장소에 따라 습곡·조산의 강도에 약간의 차이가 있으며, 평균 해발고도는 2,500m이다.

## 사진

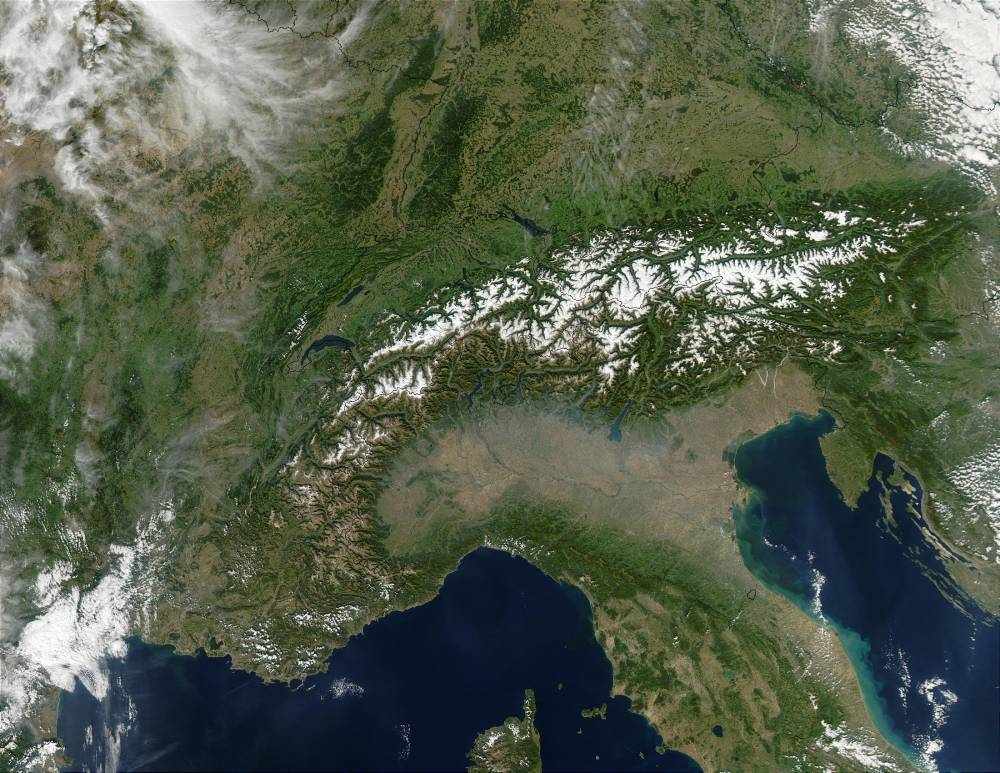
위성 사진
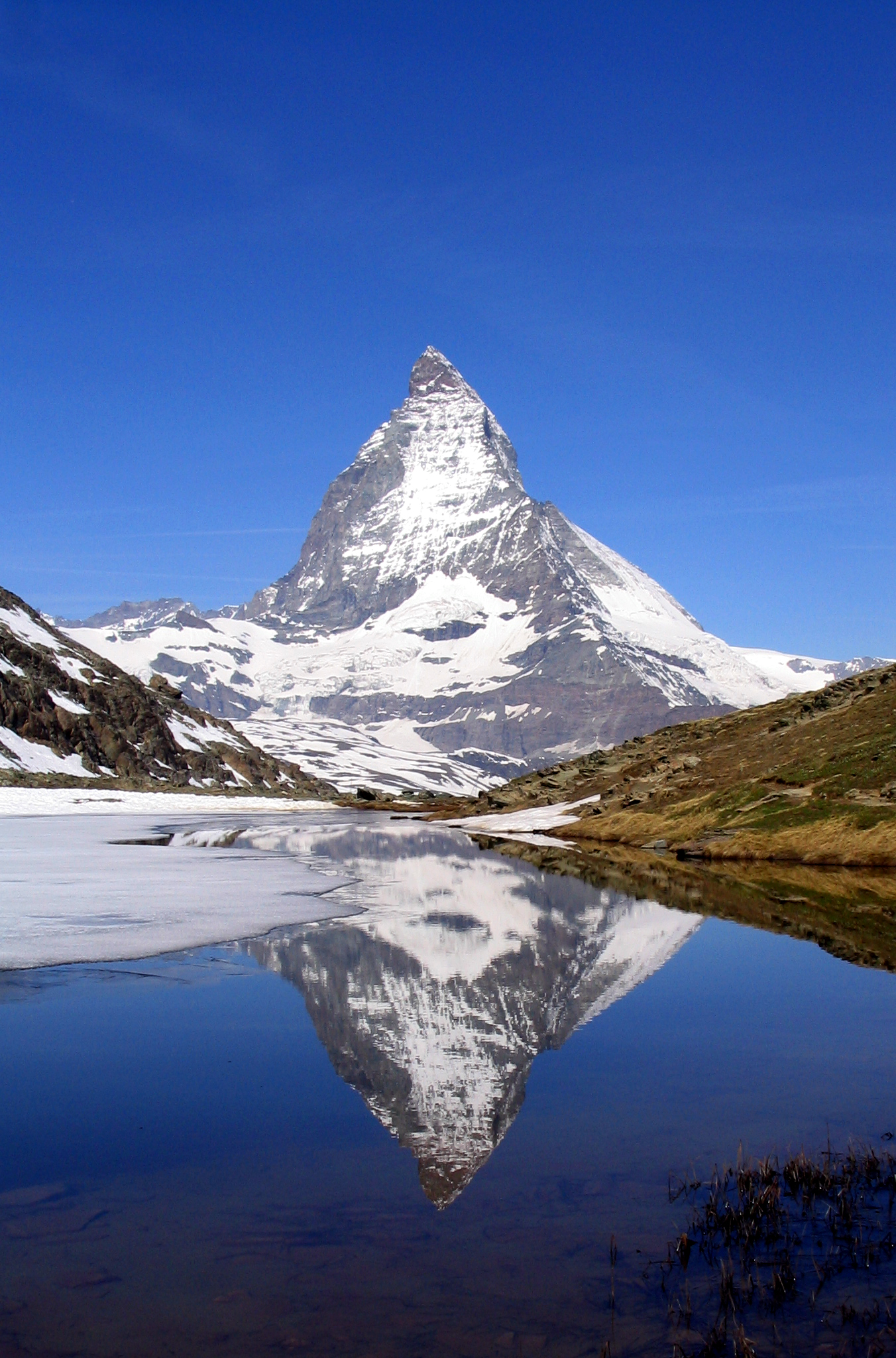
마터호른산

## 지리
알프스는 동쪽에서 서쪽으로 800km 호(곡선) 범위이고, 너비가 200km인 중앙 유럽의 초승달 모양의 지리적 특징이다. 산봉우리의 평균 높이는 2.5km이다. 범위는 포 분지 위의 지중해에서 북쪽으로 뻗어 있으며, 그르노블에서 프랑스를 거쳐 동쪽으로 스위스 중부와 남부까지 뻗어 있다. 범위는 오스트리아 비엔나, 동쪽으로 아드리아해와 슬로베니아까지 계속된다.
남쪽으로는 이탈리아 북부로, 북쪽으로는 독일 바이에른주 남부 국경까지 뻗어 있다. 스위스의 키아소와 바이에른의 알게우와 같은 지역에서는 산맥과 평지 사이의 경계가 명확하다. 제네바와 같은 다른 지역에서는 경계가 덜 명확하다.
고산지대가 가장 많은 국가는 오스트리아(전체 면적의 28.7%), 이탈리아(27.2%), 프랑스(21.4%), 스위스(13.2%)이다.
산맥의 가장 높은 부분은 몽블랑에서 남쪽의 마터호른과 몬테로사까지의 론 계곡의 빙하 골짜기와 북쪽의 베른 알프스로 나뉜다. 범위의 동쪽 부분인 오스트리아와 슬로베니아의 봉우리는 중서부 부분의 봉우리보다 작다.
알프스에 걸쳐 있는 지역의 명명법의 차이로 인해 산과 소지역의 분류가 어렵지만, 스플뤼겐 고개 근처의 지질학자 슈테판 슈미트에 따르면 스위스 동부에서 발생한 동알프스산맥과 서알프스산맥의 분화구이다.
서부 알프스와 동부 알프스의 가장 높은 봉우리는 각각 4,810m의 몽블랑과 4,049m의 피츠 베르니나이다. 두 번째로 높은 주요 봉우리는 각각 4,634m의 몬테로사와 3,905m의 오르틀러이다.
일련의 낮은 산맥은 프랑스의 프레알프스와 스위스와 프랑스의 쥐라산맥을 포함하여 알프스의 주요 산맥과 평행하게 이어진다. 알프스의 2차 산맥은 지중해에서 비너발트까지 이어지는 분수령을 따라 알프스에서 가장 높고 가장 잘 알려진 봉우리를 지나간다. 카디보나 고개에서 텐드 고개까지 서쪽으로 가다가 북서쪽으로 방향을 틀고 나서 마달레나 고개 근처에서 북쪽으로 향한다. 스위스 국경에 도달하면 주요 산맥 라인은 대략 동북동쪽으로 향하고 비엔나 근처에서 끝날 때까지 이어진다.
흑해로 흘러드는 도나우강 바로 위의 알파인호의 북동쪽 끝은 비엔나 근처의 레오폴츠베르크이다. 대조적으로, 알프스의 남동쪽 부분은 두이노와 바르콜라를 향하는 트리에스테 주변 지역의 아드리아해에서 끝난다.

## 고개

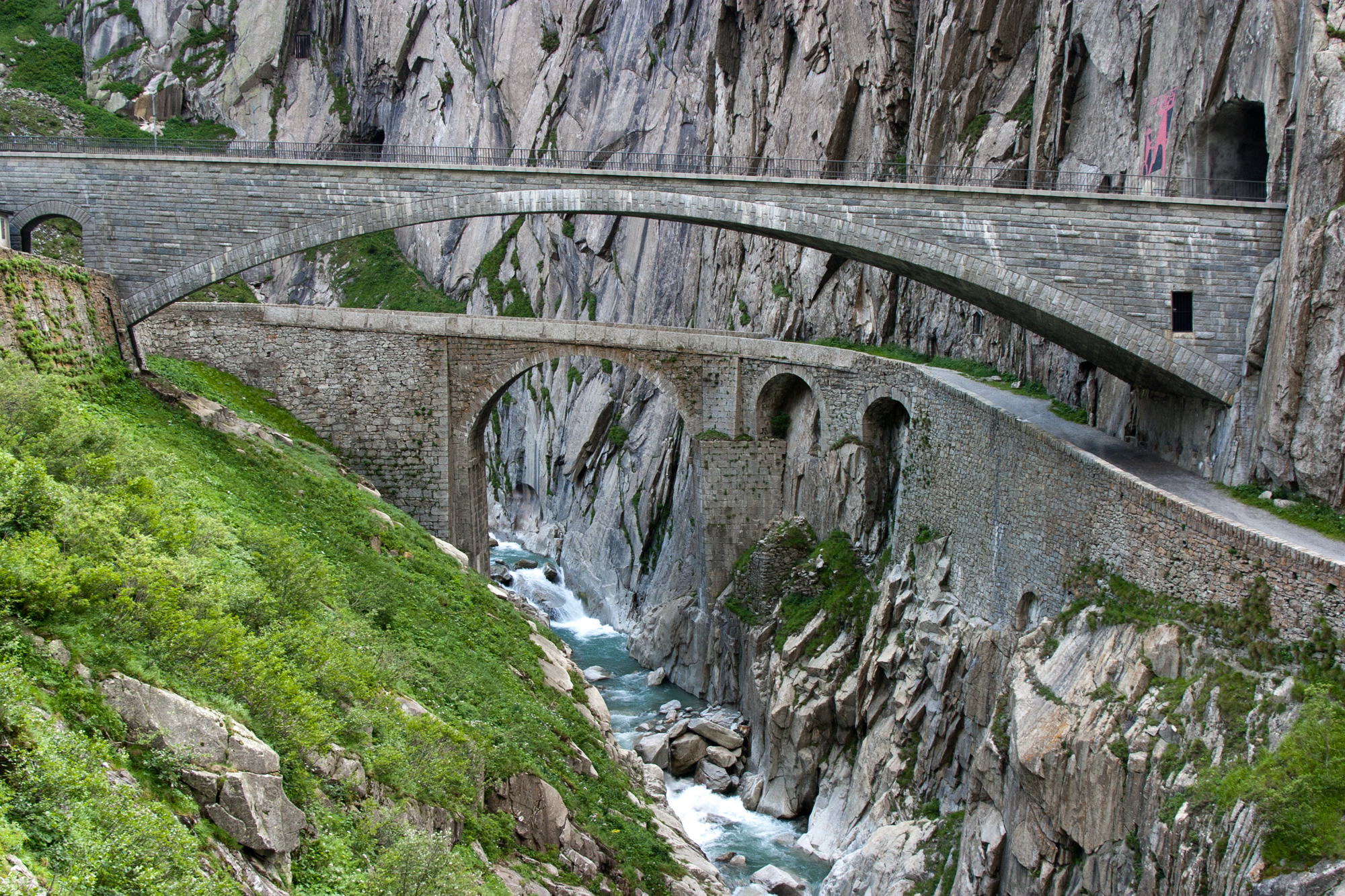
고트하르트 고개로 가는 노선에 놓인 토이벨스교' (악마의 다리). 1958년부터 1830년까지 최초의 주행 가능한 다리 위에 현재 사용되고 있는 다리

알프스는 전쟁과 상업, 순례자, 학생, 관광객이 건너왔다. 도로, 기차 또는 도보로 경로를 건너는 것은 ‘고개’로 알려져 있으며 일반적으로 계곡이 평야와 구릉이 많은 산악 전 지역에서 이어지는 산의 움푹 들어간 곳으로 구성된다.
중세 시대에 주요 통로의 정상에 많은 호스피스가 종교 단체에 의해 설립되었다. 가장 중요한 고개로는 이제랑 고개(Col de l'Iseran) (최고), 아넬 고개(Col Agnel), 브레너 고개, 몽스니 고개(Mont-Cenis), 그랑 생베르나르 고개, 통드 고개(Col de Tende), 고트하르트 고개, 제머링 고개, 심플론 고개, 스텔비오 고개가 있다.
알프스에서 가장 높은 고개는 2,770m의 프랑스 사부아에 있는 이제랑 고개이고, 2,756m의 이탈리아 북부에 있는 스텔비오 고개이다. 도로는 1820년대에 건설되었다.
이탈리아-오스트리아 국경을 가로지르는 브레너 고개는 외츠탈 알프스와 칠레르탈 알프스를 구분하며, 14세기부터 무역로로 사용되었다. 알파인의 가장 낮은 곳은 985m이며, 제머링 고개는 니더외스터라이히주에서 스티리아까지 교차한다. 호스피스가 그곳에 세워진 12세기 이후로 지속적으로 사용되었다. 길이 1.6km의 터널이 있는 철도는 19세기 중반에 고갯길을 따라 건설되었다. 2,469m의 정상이 있는 그랑 생베르나르 고개는 알프스에서 가장 높은 곳 중 하나이며, 몽블랑 측면을 따라 페나인 알프스 동쪽으로 이탈리아-스위스 국경을 건너고 있다. 이 고개는 나폴레옹 보나파르트가 1800년에 4만 명의 군대를 거느리고 넘어갔다.
몽스니 고개는 서유럽과 이탈리아 사이의 주요 상업과 군사 도로였다. 이 고개는 이탈리아반도로 가는 길에 많은 군대가 건넜다. 콘스탄티누스 1세, 피피누스 3세 브레비스, 샤를마뉴 대제에서 하인리히 4세, 나폴레옹, 그리고 최근에는 제2차 세계 대전 중 독일 산악엽병에 이르기까지 다양한 인물과 단체가 이 길을 이용했다.
이제 고개는 프레주스 고속도로 터널(1980년 개통)과 철도 터널(1871년 개통)로 대체되었다.
고트하르트 고개는 스위스 중부에서 티치노주로 이어진다. 1882년에 스위스의 루체른과 이탈리아의 밀라노를 연결하는 길이 15km의 고트하르트 철도 터널이 개통되었다.  98년 후 , 정확히 철도 터널처럼 북쪽의 괴세넨에 있는 A2 고속도로와 남쪽의 아이롤로를 연결하는 고트하르트 도로 터널(길이 16.9km)이 뒤를 이어 개통되었다.
2016년 6월 1일 세계에서 가장 긴 철도 터널인 고트하르트 베이스 터널이 개통되었다. 이 터널은 우리주의 에르스트펠트와 티치노주의 보디오를 57.1km의 단일 튜브 2개로 연결한다.  이 터널은 알프스를 횡단하는 최초의 평지 터널이다.(Base는 기저부를 의미)
2016년 12월 11일부터 일반 철도 시간표의 일부가 되었으며, 바젤/루체른/취리히와 벨린초나/ 루가노/ 밀라노 간 표준 승차로 매시간 사용되었다.

## 고산
국제등반연맹(UIAA)은 해발 4,000m 이상에 달하는 알프스의 고산 봉우리 82곳을 공식적으로 정의하고 있다. 이 목록에는 산뿐만 아니라 눈에는 거의 띄지 않아도 등정부로 간주되는 하위 봉우리도 아우르고 있다. 다음은 최소 300m의 돌출부를 가진 4,000m 봉우리 29곳의 목록이다.
몽블랑이 1786년에, 융프라우가 1811년에 처음 등반된 반면, 4000m 고산의 등반은 대부분 19세기 후반에 이루어졌으며, 특히 피츠 베르니나(1850), 돔(1858), 그랑콩뱅(1859)이 대표적이다. 바이스호른(1861)과 바르데에크랭 (1864), 마터호른 (1865) 등반은 이 시기의 정점에 해당된다. 카를 블로디크(1859-1956)는 주요 4,000m 봉우리의 완전 등정에 성공한 최초의 산악인으로, 1911년 일련의 등반을 완수하였다. 3000m대 대형 고산의 경우 이보다 앞선 19세기 초에 그로스글로크너(Grossglockner, 1800년 등정)를 비롯한 여러 산이 정복되었으나, 오르틀러 (1804), 몽펠부(1848), 몬테비서(1861), 라메이주 (1877)와 같이 일부 산은 훨씬 나중에 정복됐다.
영국인 최초의 몽블랑 등반은 1788년에 이루어졌다. 1819년에는 최초의 여성 등정이 이루어졌다. 1850년대 중반까지 스위스 산악인들은 대부분의 봉우리를 올랐고, 산악 가이드로 열심히 구했다. 에드워드 윔퍼는 1865년(7번의 시도 끝에) 마테호른 정상에 도달했고, 1938년에는 아이거 북벽의 첫 번째 등정과 함께 알프스의 6대 북벽 중 마지막 등정이 이루어졌다.
| 이름           | 높이                | 이름         | 높이                | 이름            | 높이                |
| -------------- | ------------------- | ------------ | ------------------- | --------------- | ------------------- |
| 몽블랑         | 4,810 m (15,781 ft) | 그랑드조라스 | 4,208 m (13,806 ft) | 바르데에크랭    | 4,102 m (13,458 ft) |
| 몬테로사       | 4,634 m (15,203 ft) | 알프후벨     | 4,206 m (13,799 ft) | 슈렉호른        | 4,078 m (13,379 ft) |
| 돔             | 4,545 m (14,911 ft) | 림프피시호른 | 4,199 m (13,776 ft) | 오버 가벨호른   | 4,063 m (13,330 ft) |
| 리스캄         | 4,533 m (14,872 ft) | 알레취호른   | 4,193 m (13,757 ft) | 그란 파라디조   | 4,061 m (13,323 ft) |
| 바이스호른     | 4,506 m (14,783 ft) | 슈트랄호른   | 4,190 m (13,747 ft) | 피츠 베르니나   | 4,049 m (13,284 ft) |
| 마터호른       | 4,478 m (14,692 ft) | 당데랑       | 4,174 m (13,694 ft) | 그로스 피셔호른 | 4,049 m (13,284 ft) |
| 당블랑쉬       | 4,357 m (14,295 ft) | 브라이트호른 | 4,164 m (13,661 ft) | 그륀호른        | 4,047 m (13,278 ft) |
| 그랑꽁뱅       | 4,314 m (14,154 ft) | 융프라우     | 4,158 m (13,642 ft) | 바이스미스      | 4,017 m (13,179 ft) |
| 핀스터아어호른 | 4,274 m (14,022 ft) | 에기유베르트 | 4,122 m (13,524 ft) | 라긴호른        | 4,010 m (13,156 ft) |
| 지날로트호른   | 4,221 m (13,848 ft) | 묀히         | 4,107 m (13,474 ft) | 전체 목록 보기  | 전체 목록 보기      |

## 같이 보기
- 스위스 알프스
- 고타르트 베이스 터널
- 일본 알프스